# Lepiota brunneoincarnata
Lepiota brunneoincarnata es una seta de la familia de las Agaricáceas. 
Basidiomiceto venenoso. 
Crece en grupos desde el verano hasta el otoño, en bosques, prados y jardines. Es muy tóxico, y si lo consumes puede provocar la muerte en unas horas.

## Descripción
- Sombrero: de dos a diez centímetros con forma semiglobosa en los primeros estadios de su desarrollo y a medido que evoluciona se vuelve convexo y finalmente extendido; La cutícula es de color pardo con ciertas tonalidades rosáceas y rojizas, seca, excoriada y con escamas pequeñas y concéntricas.

- Laminas: en su estado joven son de color blanco, a medida que crecen se vuelven de color crema, son libres, distantes y con laminillas

- Esporas: De 7-9.5 x 4-5 µm. Forma de elipsoides a ovoides, hialinas y lisas. La esporada es de color blanco

- Pie: De 2-5 x 0.25-1.3 cm de color blanco y liso por encima del anillo, por debajo del posee tonos vinosos y es, al igual que el sombrero, escamoso con granulaciones pardo rojizas. La seta envejecida tiene casi todo el pie liso.

- Anillo: no móvil, membranoso, fugaz, estrecho y en ocasiones mal diferenciado y que delimita las dos zonas del pie (superior e inferior).

- Carne: De color blanco y rosa en el pie, siendo rosa vinoso en la base. Olor afrutado y sabor dulce.

## Ecología
Habita en zonas herbosas, casi siempre bajo planifolios o márgenes de senderos. Es una especie rara que fructifica generalmente en verano 
aunque ocasionalmente lo observaremos en otoño.

## Toxicidad
Venenosa mortal. Produce una intoxicación faloidiana por amanitinas o síndrome ciclopeptídico de larga incubación (transcurriendo más de 6 horas hasta que se observan los primeros síntomas).  La toxina responsable es la amatoxina, que es absorbida en el tubo digestivo. Estas toxinas no se destruyen ni por la desecación, ni durante la cocción. Los síntomas son: malestar, dolor abdominal, gastroenteritis, diarrea y vómitos. Como consecuencia de estos síntomas se produce una deshidratación.
2 días después de la ingestión se produce una fase de mejoría aparente pero la tercera fase, que es la más grave, aparece hacia el tercer día después de la ingestión, y en esta las toxinas atacan al hígado. Después de una semana, si no se trata, produce la muerte.

## Tratamiento
Durante los dos primeros días: diuresis forzada, aspiración digestiva, carbón activado, catárticos, penicilina, silimarina.
A los cuatro o cinco días: lactulosa, descontaminación intestinal, Vitamina K y plasma fresco.
A los dos o tres días: es posible el trasplante hepático.

## Observaciones
El género Lepiota se caracteriza por contener varias especies venenosas.